# Brigo (Monarquía lusitana)
Brigo Rey legendario de Lusitania, mencionado por varios autores portugueses y castellanos, como Florián de Ocampo o Bernardo de Brito; sucedió a Jubalda en el trono. Fray Bernardo de Brito asegura que habría reinado entre el 1906 a. C. y el 1855 a. C. Ha sido históricamente asociado a los topónimos -briga, como Segóbriga, en Saelices (Cuenca), Conimbriga, Merobriga o Lacobriga, como fundador mítico. Los topónimos que contienen -briga fueron muy numerosos en Celtiberia. Así, João de Barros, célebre historiador portugués del S.XVI, dice de Favaios, que "es una villa de Galicia, ahora en Portugal, en la comarca de Trás os Montes, otrora llamada Flavia como atestiguan inscripciones antiguas que allí vi. Parece que Ptolomeo la denomina Flaviobriga, en honor a su fundador". Es mencionado en el capítulo VI de Monarchia Lusytana: "Del Rey Brigo, señor de España, que prefesó especial amor a los lusitanos".